# Montagne de Marbre
Ne doit pas être confondu avec Montagnes de Marbre.
La montagne de Marbre est une montagne à la frontière entre la province canadienne de Québec, dans la région de l'Estrie près de Notre-Dame-des-Bois, et l'État américain du Maine.

## Géographie

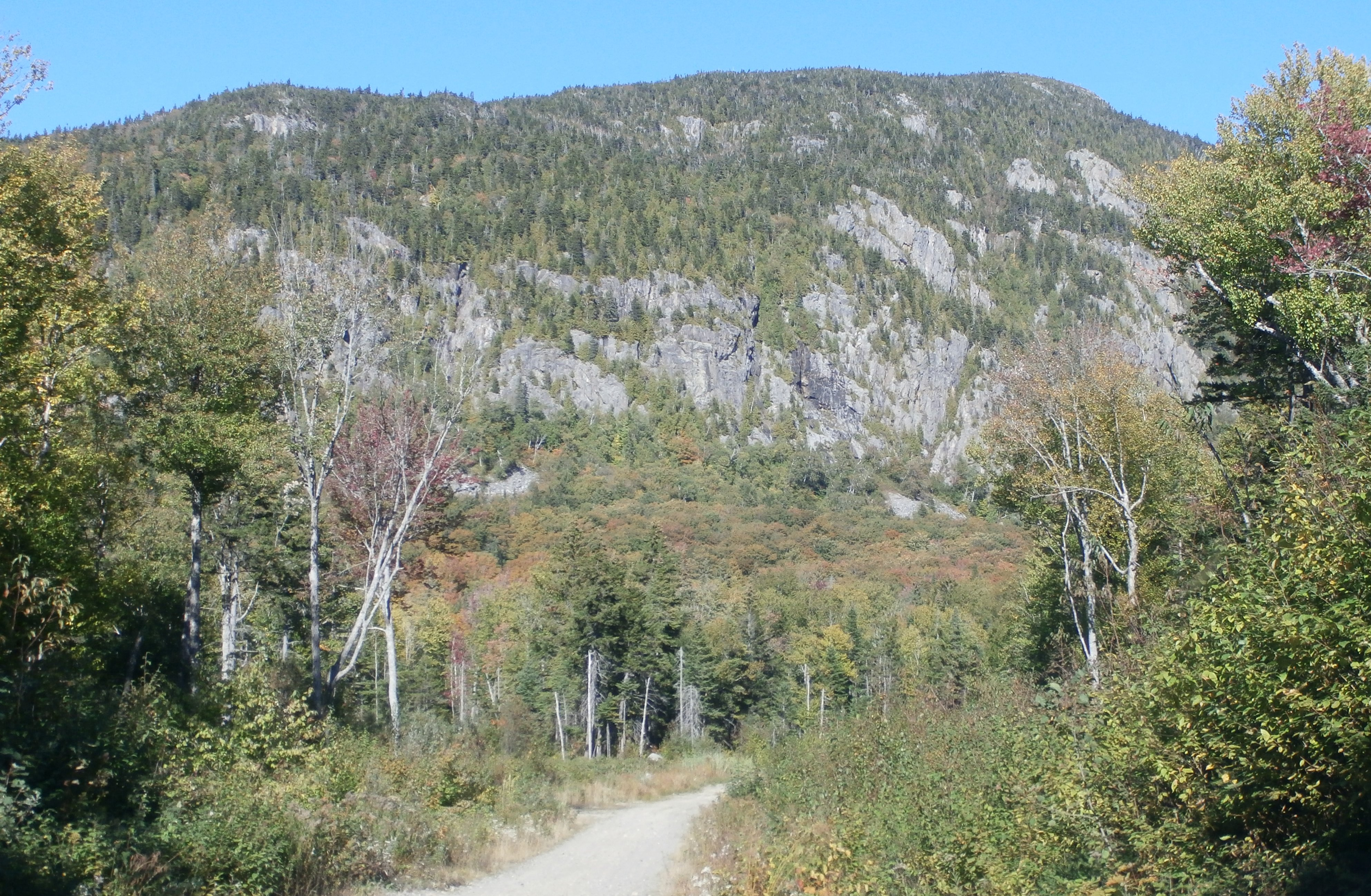
Falaise de la montagne de Marbre.

La montagne de Marbre a une altitude de 915 m ; elle est l'un des sommets à l'extrémité septentrionale des montagnes Blanches où passe la frontière entre le Canada et les États-Unis au Sud du Québec. La montagne domine le lac Danger, la source de la rivière au Saumon avec une falaise presque verticale de 400 mètres. Elle est située au sud du mont Saddle et à l'est du mont D'Urban.